# Mimí Deníssi
Mimí Deníssi (grec moderne : Μιμή Ντενίση), née le 15 mai 1953  à Lamía, est une figure du théâtre grec.

## Parcours
Actrice (elle a tenu le rôle principal dans plusieurs pièces de théâtre), traductrice du répertoire français et anglais, productrice et écrivain de deux pièces historiques, Mimí Deníssi a adapté et joué le rôle principal dans Julia de Bernard Slade, The last of Mrs Cheyney de Frederick Lonsdale, Look back in Anger de John Osborne, The Constant Wife de Somerset Maugham, The Real Thing de Tom Stoppard, Amadeus de Peter Shaffer, Ciao de Marc-Gilbert Sauvajon, Les liaisons dangereuses de Choderlos de Laclos, Black Comedy de Peter Shaffer, Croque Monsieur de Marcel Mithois,  Fleur de Cactus de Barillet et Grédy, Un fil à la patte de Georges Feydeau, Deux Merles blancs de Eugène Labiche, High Society de Philip Barry, Anna Karenina d'après Tolstoï, Impératrice Théodora par elle-même, Moi Laskarina par elle-même, The King and I de Rodgers et Hammerstein, War and peace d'après Tolstoï, Victor Victoria de Blake Edwards, Funny Girl de Fanny Brice, Isn't it romantic? de Wendy Wasserstein.
Deníssi a traduit et adapté pour la scène La Présidente de Hennequin et Veber, Colombe de Jean Anouilh, L'Invitation au château de Jean Anouilh, Oscar et la Dame rose de Éric-Emmanuel Schmitt, They're playing our song de Neil Simon, The Star-Spangled Girl de Neil Simon, Chapter Two de Neil Simon, Hotel Paradiso de Georges Feydeau, Rose de Martin Sherman, Bent de Martin Sherman, Stones In His Pockets de Marie Jones (en), The Mysterious Mr. Love de Karoline Leach (en), Noises off de Michael Frayn, etc.
De 1999 à 2011, elle a dirigé son propre théâtre, "Ilissia - Denissi", avec deux salles de spectacles au centre d'Athènes. Des spectacles de Peter Brook, Patrice Chéreau, Peter Stein, Tim Robbins, Olympia Dukakis, etc., ont été mis en scène dans son théâtre. Elle a également joué à la télévision et au cinéma.
En 2003, elle a créé l’École supérieure d'art dramatique et le Centre culturel « Scène centrale » où sont organisés des stages internationaux. Elle a collaboré avec Sotigui Kouyaté, acteur principal de Peter Brook (qui a inauguré les stages artistiques à son école) afin de créer un spectacle basé sur des textes grecs anciens, français et africains, pour des festivals internationaux et avec Olympia Dukakis pour le théâtre national de Chypre.
En 2009, elle est nommée Chevalier de la Légion d'honneur, décoration qui lui est remise à Athènes par l'ambassadeur de France, Christophe Farno.